# Oratorio della Beata Vergine della Concezione
L'oratorio della Beata Vergine della Concezione, citato anche come chiesa del Cristo o della Croce, è un piccolo edificio religioso e luogo di culto sito a Rovigo in via IV Novembre, nei pressi delle chiese dei Santi Francesco e Giustina e della Beata Vergine del Soccorso, detta "La Rotonda". 

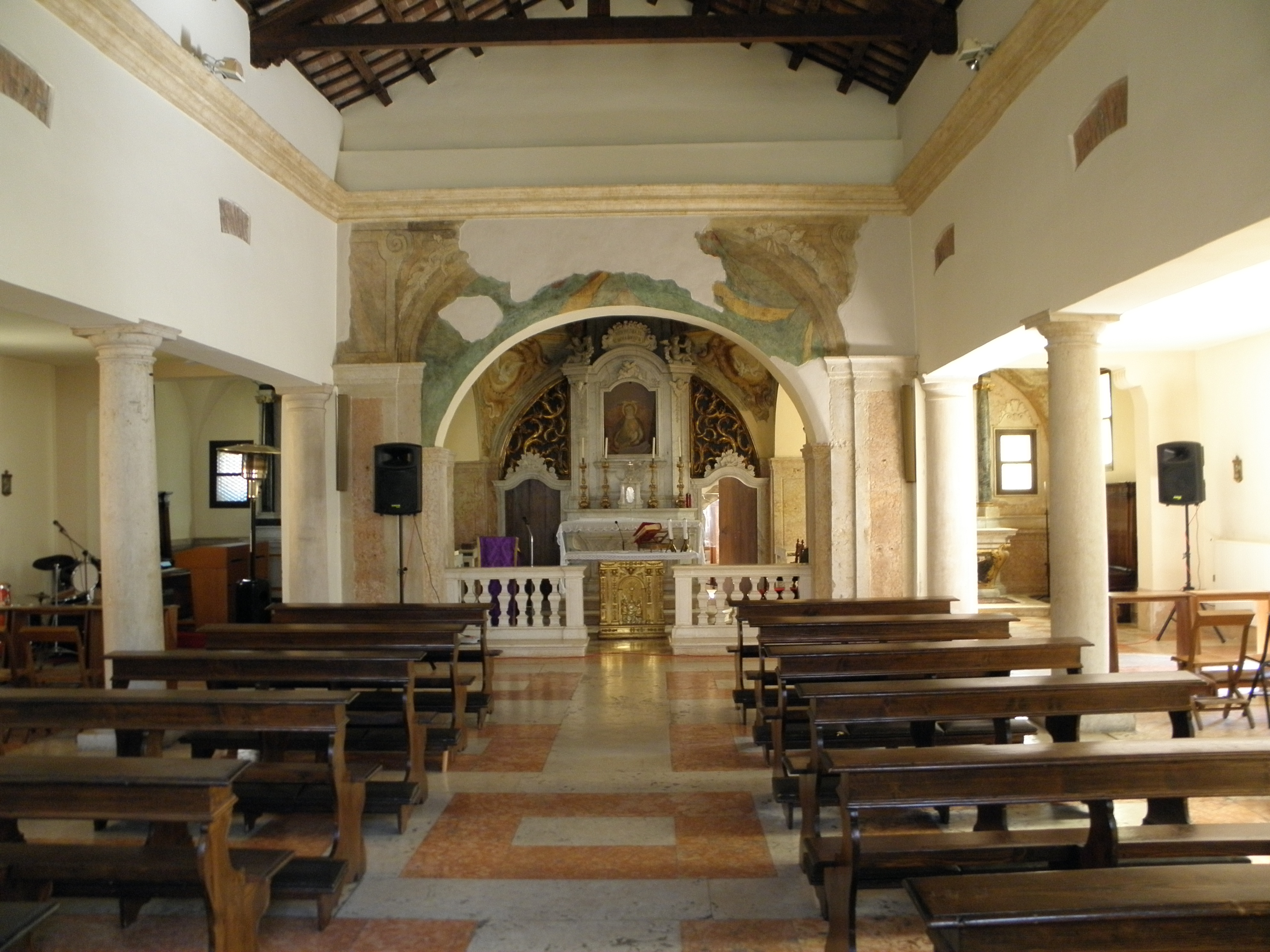
L'interno

Sorta su un precedente edificio del XIII secolo, una cappella eretta dal primo nucleo francescano presente in città, è stata oggetto nei secoli ad ampliamenti e ristrutturazioni che ne modificarono l'originario aspetto romanico fino ad arrivare all'attuale, frutto del rifacimento della facciata, concluso nel 1888, e della costruzione del campanile, nel 1793.
Le lunette in facciata furono affrescate da Riccardo Cessi.